# Jeffrey J. Haboush
Jeffrey J. Haboush é um sonoplasta e diretor de som estadunidense. Foi indicado ao Oscar de melhor mixagem de som na edição de 2017 pelo filme 13 Hours: The Secret Soldiers of Benghazi. Destacou-se também por seu trabalho em Spider-Man 2, Transformers: Dark of the Moon e Salt.